# 2009 год в театре
2009 год в театре

## События
- 29 июня — состоялась первая трансляция в кинотеатрах Великобритании в рамках проекта «Национальный театр в прямом эфире». Для старта проекта была выбрана «Федра» Ж.Расина, в главных ролях Хелен Миррен и Доминик Купер.

## Постановки
- 5 января — «Сказка Арденского леса» Юлия Кима, режиссёр Пётр Фоменко (как открытая репетиция стажёрской группы, «Мастерская Петра Фоменко»[1]).
- 12 февраля — «Река Потудань» по повести Андрея Платонова, режиссёр Сергей Женовач («Студия театрального искусства»)[2].
- 29 марта — премьера австрийского мюзикла «Ребекка» на русском языке (Театральный центр «Арт-Вояж»)[3].
- 2 сентября — «Дядя Ваня» А. П. Чехова, режиссёр Римас Туминас (Театр имени Е. Вахтангова).
- 1 октября — «Приглашение на казнь» по роману Владимира Набокова, режиссёр Павел Сафонов (РАМТ).
- 1 октября — первая постановка пьесы Ксении Степанычевой «Частная жизнь» (Саратовский театр драмы имени И. А. Слонова)[4].
- 22 октября — впервые на постсоветском пространстве поставлен балет Августа Бурнонвиля «Из Сибири в Москву» (Грузинский театр оперы и балета им. Палиашвили).

## Деятели театра

### Скончались
- 25 января, Санкт-Петербург — Елена Немченко, актриса БДТ им. Товстоногова[5]
- 27 января, Москва — Вячеслав Осипов, оперный певец, солист Музыкального театра им. Станиславского и Немировича-Данченко[6].
- 10 апреля, Москва — Евгений Весник, актёр, режиссёр и сценарист, народный артист СССР (1989)[7]
- 27 апреля, Киев — Евгения Мирошниченко, оперная певица, народная артистка СССР (1965)[8].
- 12 мая, Москва — Матвей Ошеровский, актёр и театральный режиссёр, народный артист России (2000)[9]
- 20 мая, Москва — Олег Янковский, актёр театра и кино, народный артист СССР (1991)[10].
- 31 мая, Москва — Вячеслав Невинный, актёр театра и кино, народный артист СССР (1986)[11].
- 14 июня, Санкт-Петербург — Пётр Вельяминов, актёр театра и кино, артист Санкт-Петербургского театра комедии имени Н. П. Акимова[12].
- 28 июня, Воронеж — Анатолий Иванов, театральный режиссёр, художественный руководитель Воронежского театра драмы имени А. В. Кольцова[13].
- 4 августа — Виктор Шулаков, актёр, режиссёр, драматург и педагог, народный артист Украины (2008).
- 20 августа, Москва — Семён Фарада, актёр театра и кино, народный артист России (1999)[14].
- 8 ноября, Москва — Игорь Старыгин, актёр театра и кино[15].